# Pałac w Gostkowicach
Pałac w Gostkowicach – wybudowany w drugiej połowie XIX w. w Gostkowicach.

## Położenie
Pałac położony jest we osadzie w Polsce, w województwie dolnośląskim, w powiecie oławskim, w gminie Domaniów.